# Shuna Shepa

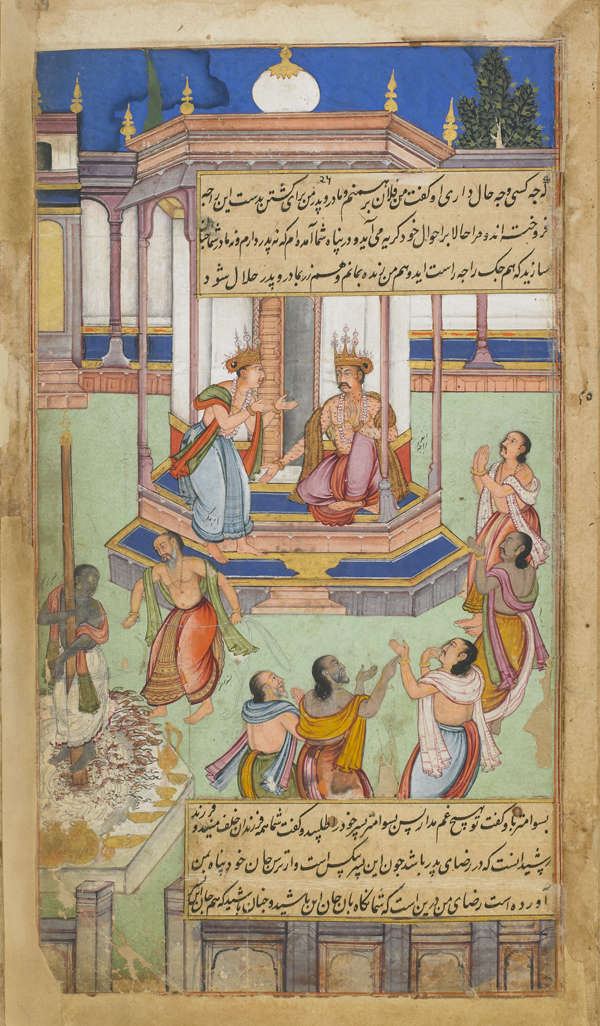
El rey Ambarisha ofrece al joven Shuna Shepa (el personaje con la piel más oscura, que representa su miserabilidad shudrá) como sacrificio humano. El sabio Visvamitra lo maldice.
Folio del Ramayana de Valmiki (el «Ramayana de Freer»), volumen 1, folio 59; pintado hacia 1597-1605, en Nadim, (dinastía mughal), acuarela opaca, tinta y oro sobre papel; 247 × 131 mm; norte de la India; obsequio de Charles Lang Freer.

En el marco de la mitología hinduista, Shuna Shepa era un rishi (sabio vidente).
- śunaśepa, en el sistema AITS (alfabeto internacional de transliteración sánscrita).[1]
- शुनशेप, en escritura devanagari del sánscrito.[1]
- Pronunciación: /shúna shépa/.[1]
- Etimología: significa ‘el que tiene cola de perro’, siendo shuna: ‘perro’ y shepa: ‘pene, cola’.[1]

También se le llama con el patronímico Ayigarti (‘hijo de Ayígarta’).
Se lo considera autor de los himnos 1.24-30, y 9.3 del Rig-veda (el texto más antiguo de la India, de mediados del II milenio a. C.).

## Leyenda
Según el Aitareia-bráhmana (7.13-18), el rey Jarischandra (cuyo sacerdote era Vishuá-Mitra) no podía tener hijos, lo cual era considerado una terrible vergüenza.
Entonces hizo un voto para obtener un hijo que luego sacrificaría al dios Váruna.
Entonces tuvo un hijo, y lo llamó Rójita.
Pero cuando pasaron los años, el rey Jariśchandra comenzó a poner pretextos para no matar a su hijo.
Cuando finalmente consintió en cometer el asesinato ritual, su hijo se negó a ser objeto de sacrificio y se escapó a los bosques.
El joven príncipe pasó seis años sin encontrarse a nadie, hasta que halló una ermita de un pobre brahmán y rishi (sabio vidente) llamado Ayígarta, que tenía tres hijos.
El príncipe Rójita le dio al santo bráhmana cien vacas a cambio del hijo del medio, llamado Shuna Shepa.
La compra y venta de shudrás (la cuarta y última casta, de los esclavos) era usual en la India hasta la invasión inglesa (siglo XVIII d. C.).
El dios Váruna aceptó a este niño como sacrificio humano.
Cuando estaba a punto de ser asesinado, Shuna Shepa recitó varios versos alabando a varios dioses, por lo que se salvó del sacrificio.
Visuá-Mitra, que era el sacerdote jotri de ese sacrificio, lo aceptó como uno de sus hijos, cambiándole el nombre a Deva Rata (‘dado por los devás’).

## Variante de la leyenda
El Ramaiana contradice esta leyenda.
Quien pedía el sacrificio era Ambarisha, rey de Aiodhiá, y la víctima humana fue robada por el dios Indra.
El rey empezó a deambular de país en país, buscando tanto a la víctima real como a algún sustituto humano, hasta que se encontró con un santo brahmán llamado Richika, a quien el rey le compró su hijo del medio (llamado Shuna Shepa, para matarlo.
Cuando iba a ser asesinado en medio del iagñá (‘sacrificio de fuego’), Visuá-Mitra lo salvó, al enseñarle una oración al dios Agní y dos himnos a los dioses Indra y Visnú.